# Open Nederlandse kampioenschappen zwemmen juni 2011
De Open Nederlandse kampioenschappen zwemmen juni 2011 werden gehouden van 10 tot en met 12 juni 2011 in het Pieter van den Hoogenband Zwemstadion in Eindhoven.

## Wedstrijdschema
Hieronder het geplande tijdschema van de wedstrijd, alle aangegeven tijdstippen zijn Midden-Europese Tijd.
| Vrijdag 10/06 | Zaterdag 11/06 | Zondag 12/06 |
| --- | --- | --- |
| Series - vanaf 9:00 uur | | |
| 400 m vrij mannen 400 m vrij vrouwen 200 m rug mannen 200 m rug vrouwen 100 m school mannen 100 m school vrouwen 200 m vlinder mannen 200 m vlinder vrouwen 50 m vrij mannen 50 m vrij vrouwen 200 m wissel mannen 200 m wissel vrouwen 4×200 m vrij mannen 4×100 m vrij vrouwen | 100 m vlinder vrouwen 100 m vlinder mannen 200 m school vrouwen 200 m school mannen 50 m rug vrouwen 50 m rug mannen 400 m wissel mannen 200 m vrij vrouwen 200 m vrij mannen 800 m vrij vrouwen 800 m vrij mannen 4×100 m wissel vrouwen 4×100 m vrije mannen | 100 m vrij mannen 100 m vrij vrouwen 100 m rug mannen 100 m rug vrouwen 50 m school mannen 50 m school vrouwen 400 m wissel vrouwen 50 m vlinder mannen 50 m vlinder vrouwen 1500 m vrij mannen 1500 m vrije vrouwen 4×100 m wissel mannen 4×200 m vrij vrouwen |
| Finales - vanaf 16:30 uur | | |
| 400 m vrij mannen 400 m vrij vrouwen 200 m rug mannen 200 m rug vrouwen 100 m school mannen 100 m school vrouwen 200 m vlinder mannen 200 m vlinder vrouwen 50 m vrij mannen 50 m vrij vrouwen 200 m wissel mannen 200 m wissel vrouwen 4×200 m vrij mannen 4×100 m vrij vrouwen | 100 m vlinder vrouwen 100 m vlinder mannen 200 m school vrouwen 200 m school mannen 50 m rug vrouwen 50 m rug mannen 400 m wissel mannen 200 m vrij vrouwen 200 m vrij mannen 800 m vrij vrouwen 800 m vrij mannen 4×100 m wissel vrouwen 4×100 m vrije mannen | 100 m vrij mannen 100 m vrij vrouwen 100 m rug mannen 100 m rug vrouwen 50 m school mannen 50 m school vrouwen 400 m wissel vrouwen 50 m vlinder mannen 50 m vlinder vrouwen 1500 m vrij mannen 1500 m vrije vrouwen 4×100 m wissel mannen 4×200 m vrij vrouwen |

## Nederlandse records
| Datum        | Onderdeel           | Nieuwe recordhouder | Tijd    | Oude recordhouder | Tijd    | Datum        |
| ------------ | ------------------- | ------------------- | ------- | ----------------- | ------- | ------------ |
| 12 juni 2011 | 400m wisselslag (v) | Lieke Verouden      | 4.45,68 | Lieke Verouden    | 4.46,60 | 9 april 2011 |

## Podia
Legenda
- WR = Wereldrecord
- ER = Europees record
- NR = Nederlands record
- CR = Kampioenschapsrecord

### Mannen
| Onderdeel            | Goud                                                                                    | Goud     | Zilver                                                                                    | Zilver   | Brons                                                                          | Brons    |
| -------------------- | --------------------------------------------------------------------------------------- | -------- | ----------------------------------------------------------------------------------------- | -------- | ------------------------------------------------------------------------------ | -------- |
| Vrije slag           |                                                                                         |          |                                                                                           |          |                                                                                |          |
| 50 m                 | Sebastiaan Verschuren NZA                                                               | 22,99    | Jasper van Mierlo Eiffel Swimmers PSV                                                     | 23,30    | Tim van Deutekom NZA                                                           | 23,31    |
| 100 m                | Sebastiaan Verschuren NZA]                                                              | 49,06    | Joost Reijns NZA                                                                          | 50,81    | Björn Hornikel Vfl Sindelfingen                                                | 50,90    |
| 200 m                | Sebastiaan Verschuren NZA                                                               | 1.47,44  | Joost Reijns NZA                                                                          | 1.50,37  | Dion Dreesens Eiffel Swimmers PSV                                              | 1.51,21  |
| 400 m                | Sebastiaan Verschuren NZA                                                               | 3.49,50  | Arjen van der Meulen Eiffel Swimmers PSV                                                  | 3.51,83  | Job Kienhuis Eiffel Swimmers PSV                                               | 3.53,58  |
| 800 m                | Job Kienhuis Eiffel Swimmers PSV                                                        | 8.02,06  | Ferry Weertman Eiffel Swimmers PSV                                                        | 8.23,93  | Bryan Mannaart WVZ                                                             | 8.46,48  |
| 1500 m               | Job Kienhuis Eiffel Swimmers PSV                                                        | 15.17,15 | Arjen van der Meulen Eiffel Swimmers PSV                                                  | 15.43,91 | Davy Verreussel Hellas-Glana                                                   | 15.53,03 |
| Rugslag              |                                                                                         |          |                                                                                           |          |                                                                                |          |
| 50 m                 | Bastiaan Lijesen Eiffel Swimmers PSV                                                    | 25,58    | Nick Driebergen NZA                                                                       | 25,82    | Joey de Ruiter Eiffel Swimmers PSV                                             | 26,24    |
| 100 m                | Bastiaan Lijesen Eiffel Swimmers PSV                                                    | 55,10    | Nick Driebergen NZA                                                                       | 55,45    | Joey de Ruiter Eiffel Swimmers PSV                                             | 56,82    |
| 200 m                | Nick Driebergen NZA                                                                     | 2.01,59  | Marcus Bak SIGMA                                                                          | 2.05,22  | Sverre Eschweiler NZA                                                          | 2.06,86  |
| Schoolslag           |                                                                                         |          |                                                                                           |          |                                                                                |          |
| 50 m                 | Lennart Stekelenburg NZA                                                                | 28,19 CR | Bram Dekker Eiffel Swimmers PSV                                                           | 29,15    | Rudy Ted de Haan Team Groningen                                                | 29,24    |
| 100 m                | Lennart Stekelenburg NZA                                                                | 1.02,99  | Bram Dekker Eiffel Swimmers PSV                                                           | 1.03,05  | Stefan Hazeleger DWK                                                           | 1.03,68  |
| 200 m                | Lennart Stekelenburg NZA                                                                | 2.14,78  | Dimitrios Koulouris Hellenic SC                                                           | 2.17,36  | Stefan Hazeleger DWK                                                           | 2.18,28  |
| Vlinderslag          |                                                                                         |          |                                                                                           |          |                                                                                |          |
| 50 m                 | Joeri Verlinden NZA                                                                     | 24,19    | Joran Barends AZ&PC                                                                       | 24,38    | Timon Evenhuis TriVia                                                          | 24,87    |
| 100 m                | Joeri Verlinden NZA                                                                     | 52,97    | Joran Barends AZ&PC                                                                       | 54,47    | Jurjen Willemsen Eiffel Swimmers PSV                                           | 54,90    |
| 200 m                | Joeri Verlinden NZA                                                                     | 2.00,04  | Fabian Beimin OZ&PC                                                                       | 2.03,08  | Lukas Hüsing Vfl Sindelfingen                                                  | 2.04.07  |
| Wisselslag           |                                                                                         |          |                                                                                           |          |                                                                                |          |
| 200 m                | Bram Dekker Eiffel Swimmers PSV                                                         | 2.03,75  | Mike Marissen RTC-Drachten                                                                | 2.05,40  | Sébas van Lith Aqua-Novio'94                                                   | 2.05,78  |
| 400 m                | Davy Verreussel Hellas-Glana                                                            | 4.26,78  | Lukas Hüsing Vfl Sindelfingen                                                             | 4.27,70  | Sébas van Lith Aqua-Novio'94                                                   | 4.33,24  |
| Vrije slag estafette |                                                                                         |          |                                                                                           |          |                                                                                |          |
| 4×100 m              | De Dolfijn 1 Joost Reijns Bas van Velthoven Joeri Verlinden Sebastiaan Verschuren       | 3.21,15  | Eiffel Swimmers PSV 1 Rutger van Oosterhout Jasper van Mierlo Steven Nonnekes Bram Dekker | 3.26,99  | TriVia 1 Jeroen Stuut Bernd Kobesen Toby Aarnoutse Timon Evenhuis              | 3.29,30  |
| 4×200 m              | De Dolfijn 1 Bas van Velthoven Joost Reijns Joeri Verlinden Sebastiaan Verschuren       | 7.26,15  | Eiffel Swimmers PSV 1 Job Kienhuis Rutger van Oosterhout Steven Nonnekes Ferry Weertman   | 7.38,66  | De Dolfijn 2 Tom Verbeek Henk van Niejenhuis Stanley Vleerlaag Nick Driebergen | 7.51,46  |
| Wisselslag estafette |                                                                                         |          |                                                                                           |          |                                                                                |          |
| 4×100 m              | De Dolfijn 1 Nick Driebergen Lennart Stekelenburg Joeri Verlinden Sebastiaan Verschuren | 3.38,34  | De Dolfijn 2 Sverre Eschweiler Jens Bakker Bas van Velthoven Joost Reijns                 | 3.48,68  | AZ&PC Aziz Nosairi Pieter Jan de Vries Joran Barends Mike Marissen             | 3.50,11  |

### Vrouwen
| Onderdeel            | Goud                                                                                          | Goud       | Zilver                                                                               | Zilver   | Brons                                                                       | Brons    |
| -------------------- | --------------------------------------------------------------------------------------------- | ---------- | ------------------------------------------------------------------------------------ | -------- | --------------------------------------------------------------------------- | -------- |
| Vrije slag           |                                                                                               |            |                                                                                      |          |                                                                             |          |
| 50 m                 | Marleen Veldhuis Eiffel Swimmers PSV                                                          | 24,66      | Ranomi Kromowidjojo Eiffel Swimmers PSV                                              | 24,74    | Maud van der Meer Eiffel Swimmers PSV                                       | 25,76    |
| 100 m                | Maud van der Meer Eiffel Swimmers PSV                                                         | 55,46      | Clarissa van Rheenen Eiffel Swimmers PSV                                             | 55,99    | Saskia de Jonge RTC-Drachten                                                | 56,16    |
| 200 m                | Sharon van Rouwendaal Eiffel Swimmers PSV                                                     | 2.00,71    | Elise Bouwens NZA                                                                    | 2.00,95  | Joëlle Scheps Eiffel Swimmers PSV                                           | 2.01,73  |
| 400 m                | Rieneke Terink AZ&PC                                                                          | 4.13,90    | Judith Stap Eiffel Swimmers PSV                                                      | 4.16,74  | Esmee Vermeulen NZA                                                         | 4.19,91  |
| 800 m                | Esmee Vermeulen NZA                                                                           | 8.48,94    | Judith Stap Eiffel Swimmers PSV                                                      | 8.49,41  | Marieke Nijhuis Eiffel Swimmers PSV                                         | 8.53,72  |
| 1500 m               | Judith Stap Eiffel Swimmers PSV                                                               | 16.53,38   | Leonie van Noort De Zijl/LGB                                                         | 17.26,59 | Marion van den Berg DWK                                                     | 17.32,97 |
| Rugslag              |                                                                                               |            |                                                                                      |          |                                                                             |          |
| 50 m                 | Ranomi Kromowidjojo Eiffel Swimmers PSV                                                       | 28,75 CR   | Kimberley Albers Eiffel Swimmers PSV                                                 | 30,09    | Kira Toussaint NZA Tamara van Vliet NZA                                     | 30,16    |
| 100 m                | Sharon van Rouwendaal Eiffel Swimmers PSV                                                     | 1.01,70 CR | Evy Witlox NZA                                                                       | 1.03,38  | Annemarie Worst ZV Orca                                                     | 1.03,48  |
| 200 m                | Evy Witlox NZA                                                                                | 2.15,75    | Annemarie Worst ZV Orca                                                              | 2.16,88  | Kira Toussaint NZA                                                          | 2.17,44  |
| Schoolslag           |                                                                                               |            |                                                                                      |          |                                                                             |          |
| 50 m                 | Moniek Nijhuis NZA                                                                            | 31,71      | Anouk Elzerman De Dolfijn                                                            | 32,48    | Lona Kroese NZA                                                             | 32,64    |
| 100 m                | Moniek Nijhuis NZA                                                                            | 1.08,92    | Loes Zanderink Eiffel Swimmers PSV                                                   | 1.10,88  | Lona Kroese NZA                                                             | 1.10,94  |
| 200 m                | Loes Zanderink Eiffel Swimmers PSV                                                            | 2.32,25 CR | Moniek Nijhuis NZA                                                                   | 2.33,70  | Lona Kroese NZA                                                             | 2.35,05  |
| Vlinderslag          |                                                                                               |            |                                                                                      |          |                                                                             |          |
| 50 m                 | Kelly de Jong AZ&PC                                                                           | 27,18      | Willemijn Knot De Dolfijn                                                            | 27,52    | Lotte Goosen RTC-Dordrecht                                                  | 27,75    |
| 100 m                | Lisa Dreesens Eiffel Swimmers PSV                                                             | 1.00,98    | Marleen Veldhuis Eiffel Swimmers PSV                                                 | 1.01,33  | Kelly de Jong AZ&PC                                                         | 1.01,52  |
| 200 m                | Sharon van Rouwendaal Eiffel Swimmers PSV                                                     | 2.15,63    | Malissa van de Heuvel Eiffel Swimmers PSV                                            | 2.17,23  | Eleftheria Ezat Hellenic SC                                                 | 2.21,70  |
| Wisselslag           |                                                                                               |            |                                                                                      |          |                                                                             |          |
| 200 m                | Lisa Dreesens Eiffel Swimmers PSV                                                             | 2.18,92    | Marjolijn Delno De Rijn                                                              | 2.19,33  | Esmée Bos DWK                                                               | 2.21,04  |
| 400 m                | Lieke Verouden AZ&PC                                                                          | 4.45,68 NR | Lisa Dreesens Eiffel Swimmers PSV                                                    | 4.57,37  | Marjolein Delno De Rijn                                                     | 5.01,00  |
| Vrije slag estafette |                                                                                               |            |                                                                                      |          |                                                                             |          |
| 4×100 m              | Eiffel Swimmers PSV 1 Jovanna Koens Manon Minneboo Clarissa van Rheenen Joëlle Scheps         | 3.48,41    | AZ&PC 1 Rieneke Terink Kelly de Jong Lotte Wilms Ilse van Hoorn                      | 3.53,59  | De Dolfijn 1 Willemijn Knot Kira Toussaint Silke Oude Weernink Lona Kroese  | 3.53,66  |
| 4×200 m              | Eiffel Swimmers PSV 1 Andrea Kneppers Joëlle Scheps Clarissa van Rheenen Wendy van der Zanden | 8.14,08    | Eiffel Swimmers PSV 2 Judith Stap Lenneke van Schaik Pauline van Dam Marieke Nijhuis | 8.24,04  | De Dolfijn 1 Silke Oude Weernink Kira Toussaint Lona Kroese Esmee Vermeulen | 8.27,10  |
| Wisselslag estafette |                                                                                               |            |                                                                                      |          |                                                                             |          |
| 4×100 m              | De Dolfijn 1 Kira Toussaint Moniek Nijhuis Willemijn Knot Lona Kroese                         | 4.12,76    | Eiffel Swimmers PSV 1 Kimberley Albers Loes Zanderink Lisa Dreesens Joëlle Scheps    | 4.14,98  | AZ&PC 1 Rieneke Terink Larissa Brak Kelly de Jong Lotte Wilms               | 4.19,20  |

### Medaillespiegel
| Plaats | Club                | Goud | Zilver | Brons | Totaal |
| 1      | Eiffel Swimmers PSV | 17   | 19     | 8     | 44     |
| 2      | NZA                 | 15   | 7      | 9     | 31     |
| 3      | De Dolfijn          | 4    | 3      | 3     | 10     |
| 4      | AZ&PC               | 3    | 3      | 3     | 9      |
| 5      | Hellas-Glana        | 1    | 0      | 1     | 2      |
| 6      | Vfl Sindelfingen    | 0    | 1      | 2     | 3      |
| 7      | De Rijn             | 0    | 1      | 1     | 2      |
| 7      | Hellenic SC         | 0    | 1      | 1     | 2      |
| 7      | RTC-Drachten        | 0    | 1      | 1     | 2      |
| 7      | ZV Orca             | 0    | 1      | 1     | 2      |
| 11     | OZ&PC               | 0    | 1      | 0     | 1      |
| 11     | SIGMA               | 0    | 1      | 0     | 1      |
| 11     | De Zijl/LGB         | 0    | 1      | 0     | 1      |
| 14     | DWK                 | 0    | 0      | 4     | 4      |
| 15     | Aqua-Novio'94       | 0    | 0      | 2     | 2      |
| 15     | Trivia              | 0    | 0      | 2     | 2      |
| 17     | RTC-Dordrecht       | 0    | 0      | 1     | 1      |
| 17     | Team Groningen      | 0    | 0      | 1     | 1      |
| 17     | WVZ                 | 0    | 0      | 1     | 1      |
| Totaal | Totaal              | 40   | 40     | 41    | 121    |